# Gravuras rupestres de Nämforsen

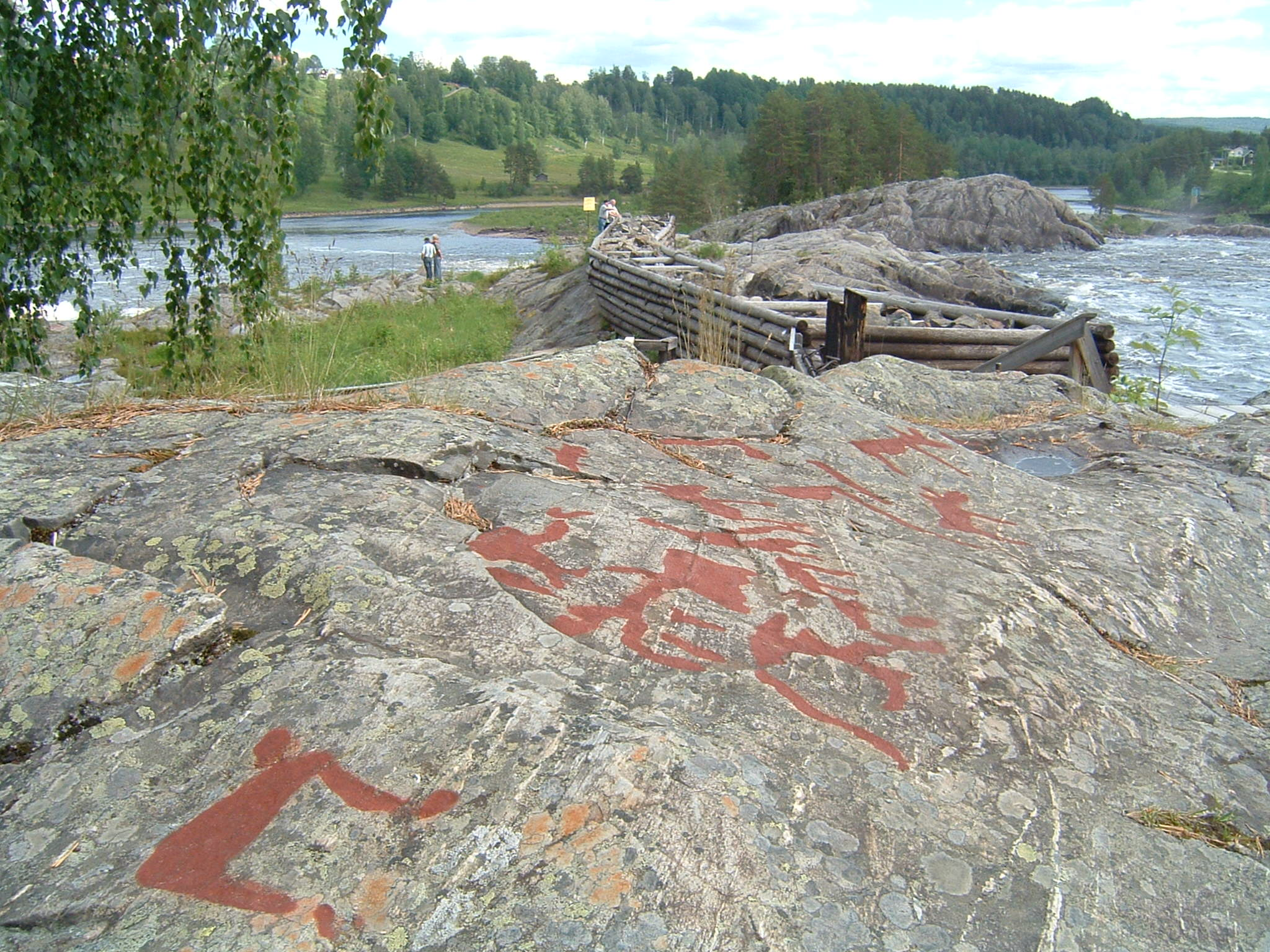
Gravuras rupestres em Nämforsen

As gravuras rupestres de Nämforsen (em sueco: Nämforsens hällristningsområde) abrangem umas 2600 figuras pré-históricas, gravadas em rochas lisas nas margens e ilhotas do rio Ångermanälven, num sítio próximo da localidade de Näsåker, situada a 35 km a norte da cidade de Sollefteå, na província da Ångermanland, na Suécia.
O motivo mais frequente é o alce, acompanhado em menor escala pelo salmão, pelo cão, pelo Homem, tipicamente dos caçadores e recoletores do Norte da Suécia. Igualmente, existem figuras relacionadas com a cultura agrária do Sul da Suécia. As gravuras estão datadas entre 4500  e 1 800 a.C.

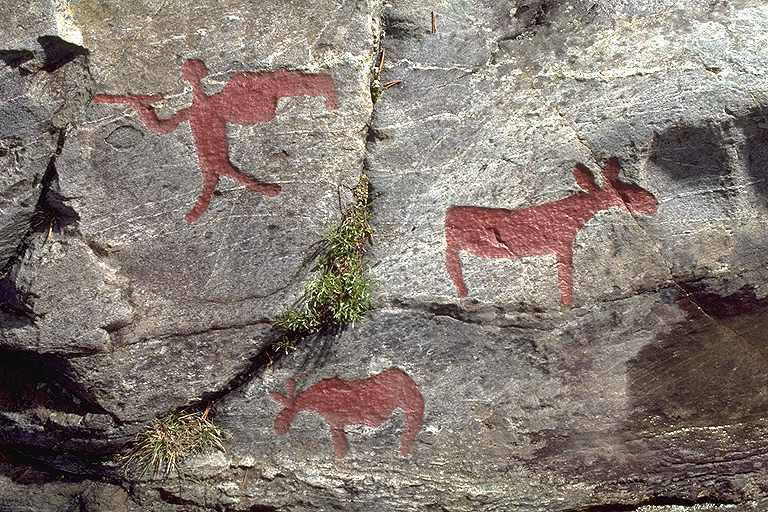
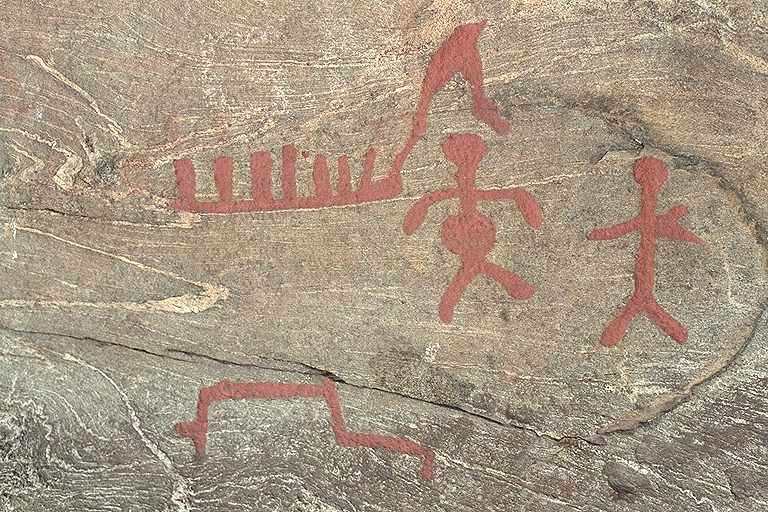
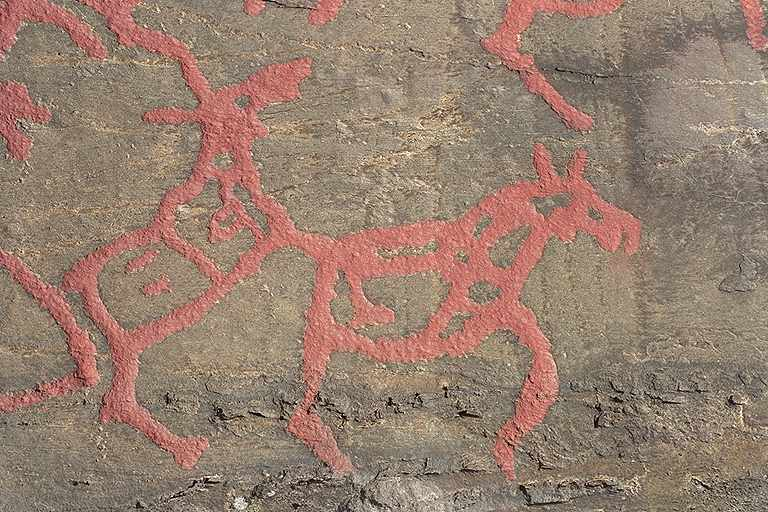
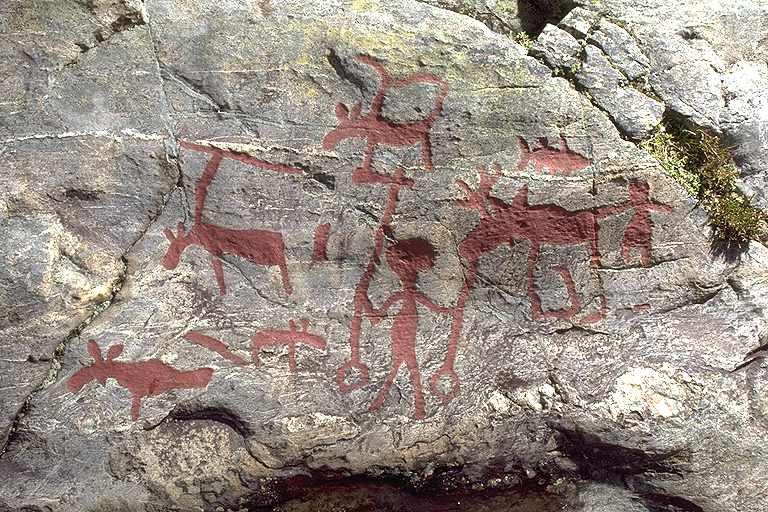
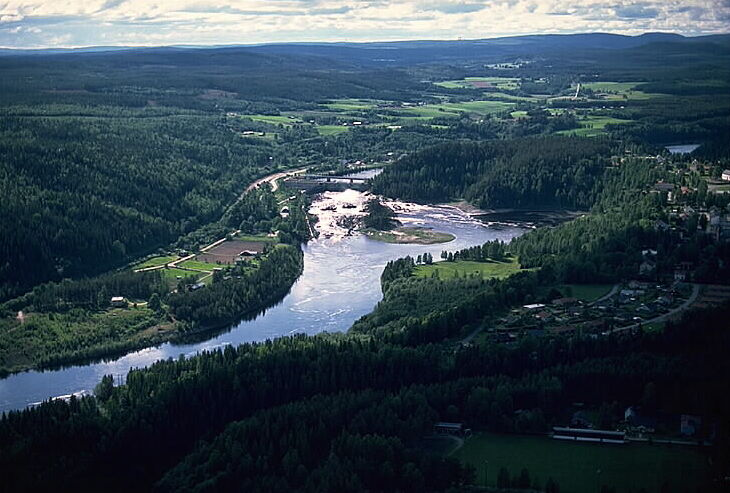
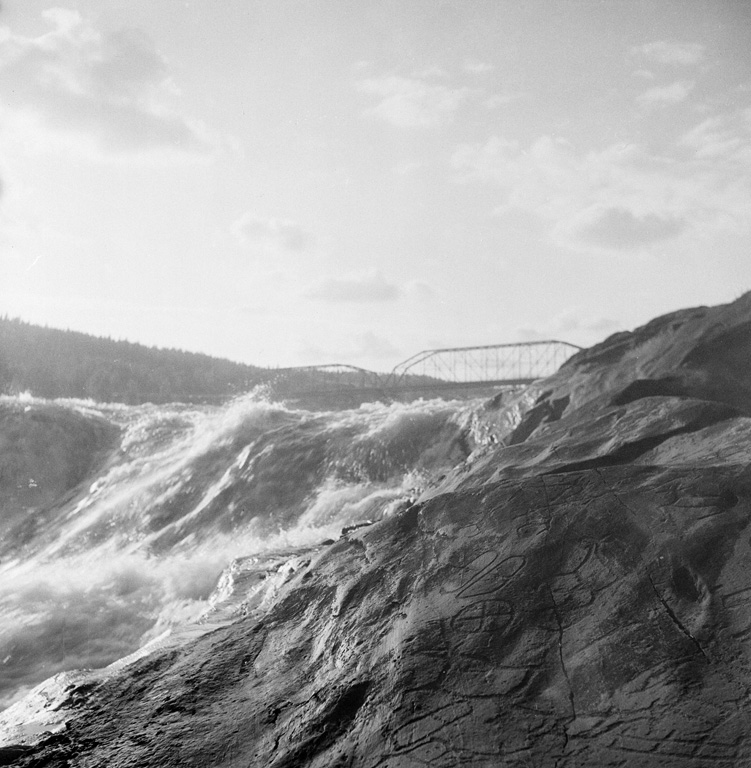